# Mahde
Mahde (akad. Maḫdê, asyryjski zapis zachodniosemickiego imienia Ammi-ḫati, tłum. „Stryj jest tym, który uderza”) – asyryjski gubernator prowincji Niniwa, korespondent asyryjskich królów Tiglat-Pilesera III (744–727 p.n.e.) i Sargona II (722–705 p.n.e.); w 725 p.n.e. pełnił urząd limmu (eponima).